# Stormé DeLarverie
Stormé DeLarverie (Nova Orleans, 24 de desembre de 1920 – Brooklyn, 24 de maig de 2014) era una butch lesbiana, coneguda per ser una de les activistes impulsores dels Aldarulls de Stonewall revolta, que esperonà la multitud a l'acció. Va néixer a Nova Orleans, filla de mare afroamericana i de pare blanc. És recordada com una icona gai pel seu activisme pels drets civils del col·lectiu i pels seus espectacles al Teatre Apollo i a Radio Ciy Music Hall. Va treballar durant molts anys com a mestra de cerimònies, cantant i guardaespatlles, i va col·laborar amb la "guardian of lesbians in the Village", una patrulla de seguretat al carrer."
És coneguda com "la Rosa Parks de la comunitat gai."
Fos o no la dona que es va escapar del cotxe policial durant els aldarulls de Stonewall, DeLarverie és recordada com una de les lesbianes que van lluitar contra la policia durant la revolta.
Durant els anys 1980 i 90 va treballar com a guàrdia de seguretat a diversos bars per a lesbianes de la Ciutat de Nova York. Era membre de la Stonewall Veterans' Association, amb el càrrec de cap de seguretat, ambaixadora, i entre 1998 i 2000, vice-presidenta. Era una habitual de les desfilades del dia de l'orgull.
Durant diverses dècades, DeLarverie va viure al famós Hotel Chelsea de Nova York, on va entrar en contacte amb l'atmosfera creada per escriptors, músics, artistes, i actrius." Entre 2010 i 2014, va viure una casa d'acollida a Brooklyn.
Va morir pacíficament mentre dormia el 24 de maig de 2014 a Brooklyn.